# Hendrick Motorsports
Hendrick Motorsports (HMS) o antes conocido como All-Star Racing es un equipo de automovilismo fundado en el año 1984 por Rick Hendrick con sede en Concord, Carolina del Norte, Estados Unidos. Actualmente, el equipo compite en la Copa NASCAR, donde ha sido uno de los equipos más exitosos de su época.
Hendrick ganó los títulos de pilotos en trece ocasiones, por parte de los pilotos Jeff Gordon (1995, 1997, 1998 y 2001), Terry Labonte (1996), Jimmie Johnson (2006, 2007, 2008, 2009, 2010, 2013 y 2016), Chase Elliott (2020) y Kyle Larson (2021). También ha obtenido más de 270 victorias, logradas entre otros por Darrell Waltrip, Tim Richmond, Ricky Rudd, Dale Earnhardt Jr., Mark Martin, William Byron y Alex Bowman.
Rick Hendrick y Dale Earnhardt Jr. son copropietarios de JR Motorsports, que compite en la NASCAR Xfinity Series desde 2005 y la NASCAR Truck Series desde 2015. En estos dos campeonatos, acumulan otros cuatro títulos de pilotos y 50 victorias.

## Historia

### Inicios (1984-1993)
Hendrick debutó en la Copa NASCAR en 1984, contando como único piloto a Geoffrey Bodine. Resultó noveno en su primera temporada, quinto en 1985, sexto en 1988 y octavo en 1986 y noveno en 1989, acumulando un total de siete victorias.
En 1986 se sumó un segundo automóvil para Tim Richmond, quien logró siete victorias y el tercer puesto de campeonato. En 1987 obtuvo dos victorias en ocho carreras, pero debió retirarse por enfermedad.
También en 1987 se incorporaron al equipo los pilotos Benny Parsons y Darrell Waltrip. Parsons resultó 16º y abandonó el equipo al final de la temporada. Waltrip logró una victoria y el cuarto puesto en el campeonato 1987; en 1988 obtuvo dos victorias y el séptimo puesto final; en 1989 fue cuarto con seis victorias, y tuvo malos resultados en 1990.
En 1988, Ken Schrader se convirtió en compañero de equipo de Bodine y Waltrip. Ese año acabó quinto con una victoria, y lo mismo ocurrió en 1989.
Ricky Rudd sustituyó a Bodine en la temporada 1990, logrando una victoria y el séptimo puesto de campeonato. Además Greg Sacks fue cuarto piloto del equipo, obteniendo una pole position.
Waltrip se fue de Hendrick en 1991 para fundar su propio equipo, en tanto que Rudd acabó segundo con una victoria y Schrader fue noveno con dos victorias. En 1992 Rudd fue séptimo con un triunfo y Schrader resultó 17º si triunfos.
En la temporada 1993 de la Copa NASCAR, Schrader culminó noveno sin victorias y Rudd finalizó décimo con una victoria. En tanto, Jeff Gordon se incorporó como tercer piloto y quedó 14º en la tabla general.

### Era Gordon-Rudd (1994-2000)
Ricky Rudd también decidió correr con equipo propio en 1994, por lo que fue sustituido por Terry Labonte, quien logró tres victorias y el séptimo puesto de campeonato. En tanto, Jeff Gordon ganó dos carreras y finalizó octavo, y Schrader fue cuarto sin victorias.

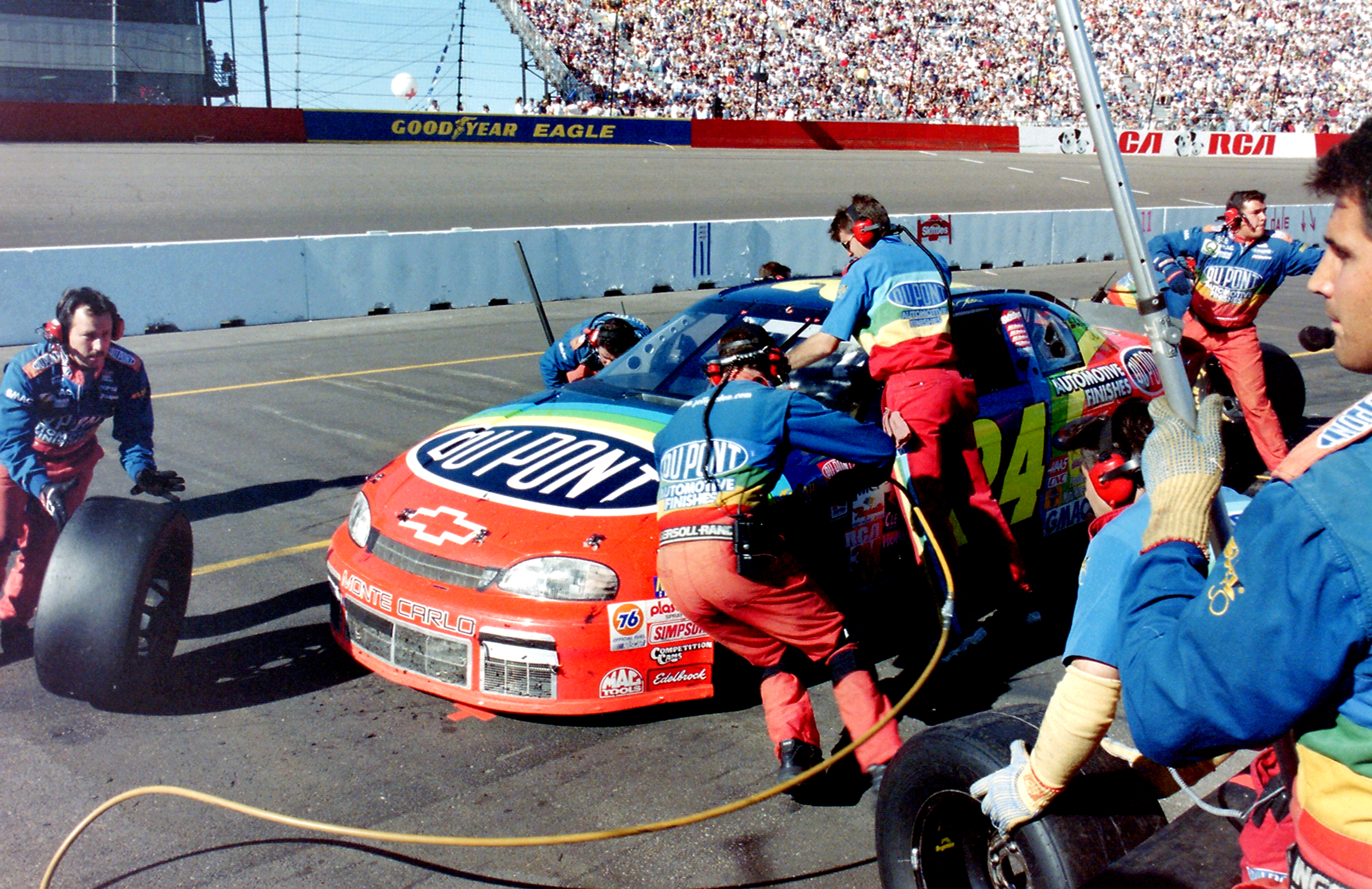
Jeff Gordon en la Copa NASCAR 1997.

Gordon resultó campeón de la Copa NASCAR 1995 con Hendrick, obteniendo siete victorias y 17 top 5 en 31 carreras. En tanto, Labonte fue sexto con tres victorias, y Schrader finalizó 17º sin victorias.

En 1996, Gordon logró diez victorias y 21 top 5, pero fue subcampeón por detrás de Labonte, quien ganó dos carreras pero tuvo menos abandonos. Por otra parte, Schrader finalizó 12º sin victorias y dejó el equipo.
Gordon resultó campeón de la Copa NASCAR 1997 al acumular diez victorias y 22 top 5. Labonte terminó sexto con una victorias. Ricky Craven, quien reemplazó a Schrader, no obtuvo victorias y quedó 19º.
Con 13 victorias y 26 top 5 en 33 carreras, Gordon dominó la temporada 1998 y logró su tercer campeonato. Labonte ganó una carreras y terminó noveno. Craven tuvo un choque grave, por lo que fue sustituido por Wally Dallenbach Jr. y Randy LaJoie; ninguno de ellos ganó carreras.
En 1999, Gordon triunfó en siete carreras y obtuvo 18 top 5, pero quedó sexto en el campeonato. Labonte culminó 12º con una victoria, y Dallenbach acabó 18º sin victorias.
Hendrick fichó a Jerry Nadeau para la temporada 2000, logrando una victoria. En 2001 y 2002 no obtuvo victorias y dejó el equipo a mitad de temporada. En tanto, Gordon resultó noveno con tres victorias, y Labonte culminó 17º sin victorias.

### Era Johnson-Gordon (2001-2006)
Jeff Gordon logró su cuarto campeonato con Hendrick en 2001, al obtener seis victorias y 18 top 5. Terry Labonte no ganó ninguna carreras y quedó 23º en la tabla general. Por otra parte, Jimmie Johnson disputó tres fechas en un cuarto automóvil.
En 2002, Gordon y Johnson lograron tres victorias cada uno, y acabaron cuarto y quinto en el campeonato. En tanto, Labonte y Joe Nemechek, suplente de Nadeau, tampoco lograron victorias.
Johnson fue subcampeón de la Copa NASCAR 2003, logrando tres victorias. Gordon también triunfó tres veces y quedó cuarto en el campeonato. Labonte logró su primera victoria, cortando una sequía de cuatro años, y quedó décimo en el campeonato. Nemechek venció una carrera paro acabó 25º y fue reemplazado por Brian Vickers para las fechas finales.
En 2004, Johnson cosechó ocho victorias y 20 top 5, pero fue subcampeón. Gordon consiguió cinco victorias y quedó tercero. Vickers disputó la temporada completa, resultando 25º sin victorias, en tanto que Labonte se ubicó 26º sin victorias. Kyle Busch corrió de manera parcial en un quinto automóvil.
El 24 de octubre de 2004, varios miembros del equipo murieron en un accidente aéreo cuando se trasladaban a la carrera de Martinsville: el presidente John Hendrick (hermano del dueño Rick Hendrick), sus hijos Ricky, Kimberly y Jennifer Hendrick, el gerente Jeff Turner y el jefe de motores Randy Dorton.
Los cinco pilotos permanecieron en Hendrick en la temporada 2005. Johnson y Gordon lograron cuatro victorias cada uno, y finalizaron quinto y undécimo en la clasificación general. Busch ganó dos carreras y se colocó 20º en el campeonato. Vickers terminó 17º y Labonte disputó nueve carreras, ambos sin victorias.
Johnson resultó campeón de la Copa NASCAR 2006 cinco victorias. Por su parte, Gordon fue sexto con dos victorias, Busch fue décimo con una victoria y Vickers fue 15º con una victoria. Labonte disputó diez carreras y se fue del equipo.

### Era Johnson-Gordon-Earnhardt Jr. (2007-2015)
En 2007, Johnson acumuló diez victorias y 20 top 5, por lo que repitió título. Gordon fue subcampeón con seis victorias, 21 top 5 y 30 top 10. Busch ganó una carrera y finalizó quinto en el campeonato. Casey Mears, quien reemplazó a Vickers como cuarto piloto, ganó una carrera y terminó 15º.

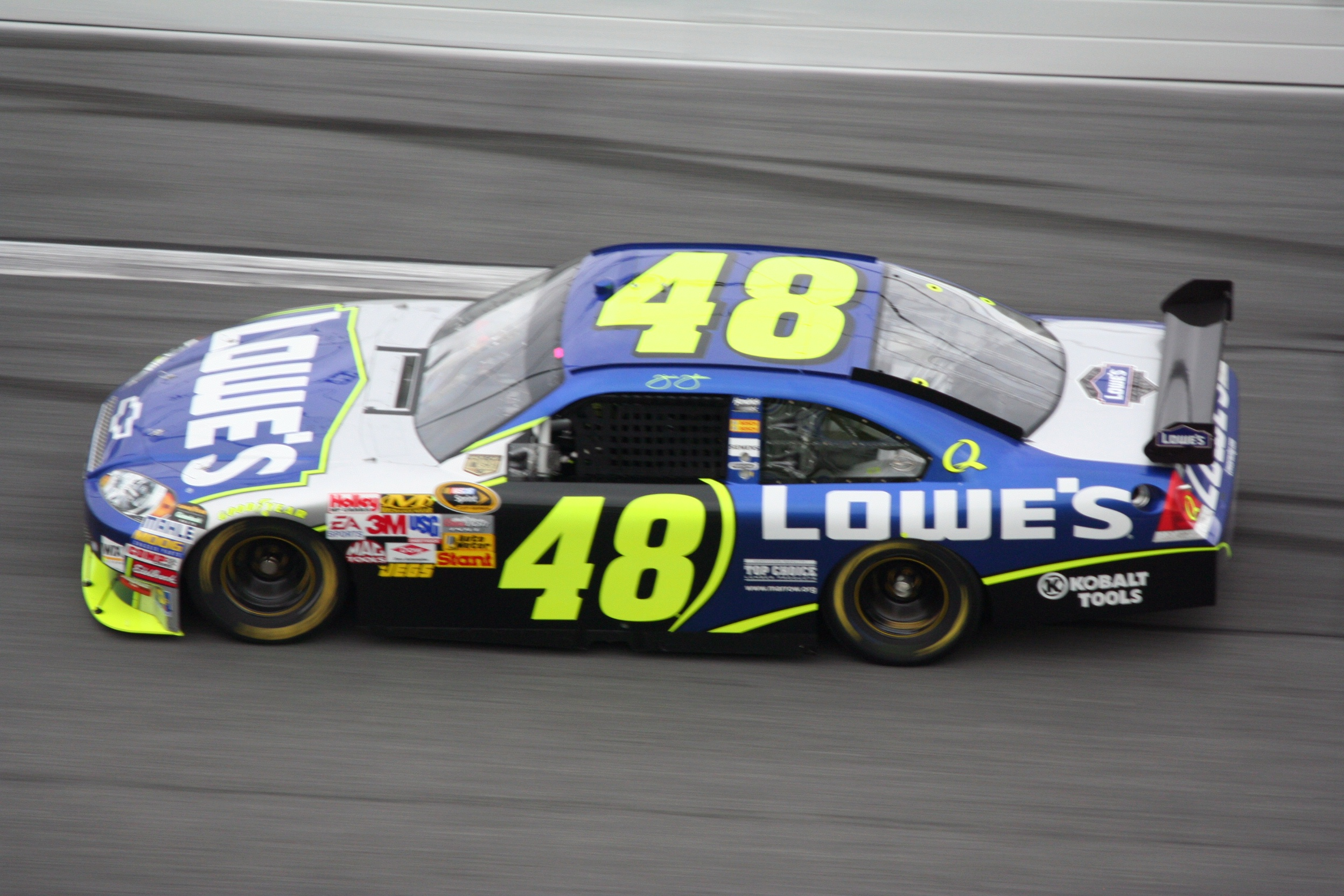
Jimmie Johnson en la Copa NASCAR 2008.

Johnson logró su tercer campeonato consecutivo en 2008, logrando siete victorias. En tanto, Gordon resultó séptimo sin victorias. Dale Earnhardt Jr. sustituyó a Busch y logró una victoria, quedando así 12º. Mears quedó 20º sin victorias y fue despedido del equipo. Por otra parte, Brad Keselowski disputó dos carreras con Hendrick.
Con siete victorias, Johnson conquistó su cuarta corona en 2009, en tanto que Gordon resultó tercero con una victoria. Earnhardt no logró victorias y finalizó 25º. Mark Martin se incorporó como cuarto piloto, obteniendo cinco victorias y el subcampeonato. Keselowski disputó siete carreras sin lograr victorias.
Johnson fue campeón por quinta vez consecutiva en 2010, obteniendo seis victorias y 17 top 5. A su vez, Gordon acabó noveno, Martin 13 y Earnhardt 21º, los tres sin victorias. En 2011, Johnson consiguió dos victorias y el sexto de campeonato, Earnhardt resultó séptimo sin victorias, Gordon terminó octavo con tres victorias, y Martin finalizó 22º sin victorias.
Johnson logró cinco victorias y 18 top 5 en 2012, quedando tercero en el campeonato. Gordon venció dos veces y resultó sexto. Earnhardt ganó una carrera y quedó 12º. Kasey Kahne, quien sustituyó a Martin como cuarto piloto, logró dos victorias y el cuarto puesto en la tabla general. En la temporada 2013 de la Copa NASCAR, Johnson logró su sexto campeonato con Hendrick al obtener seis victorias. Earnhardt, Jr. fue quinto sin victorias, Gordon fue sexto con una victoria, y Kahne terminó 12º con dos victorias.
Gordon, Earnhardt y Johnson obtuvieron cuatro victorias cada uno en la Copa NASCAR 2014, pero terminaron sexto, octavo y 12º en el campeonato. En tanto, Kahne ganó una carrera y se ubicó 15º
En 2015, Gordon, en su última temporada completa, llegó a la ronda final de la Caza, finalizando tercero con una victoria en Martinsville 2. En tanto que Earnhardt obtuvo tres victorias, llegó a la segunda ronda con 16 top 5, y Johnson alcanzó a la primera ronda con cinco victorias, concluyendo ambos en el campeonato 12º y 10º, respectivamente. En tanto Kahne, terminó 18º, sin ningún triunfo.

### Era Johnson-Elliott (2016-2020)

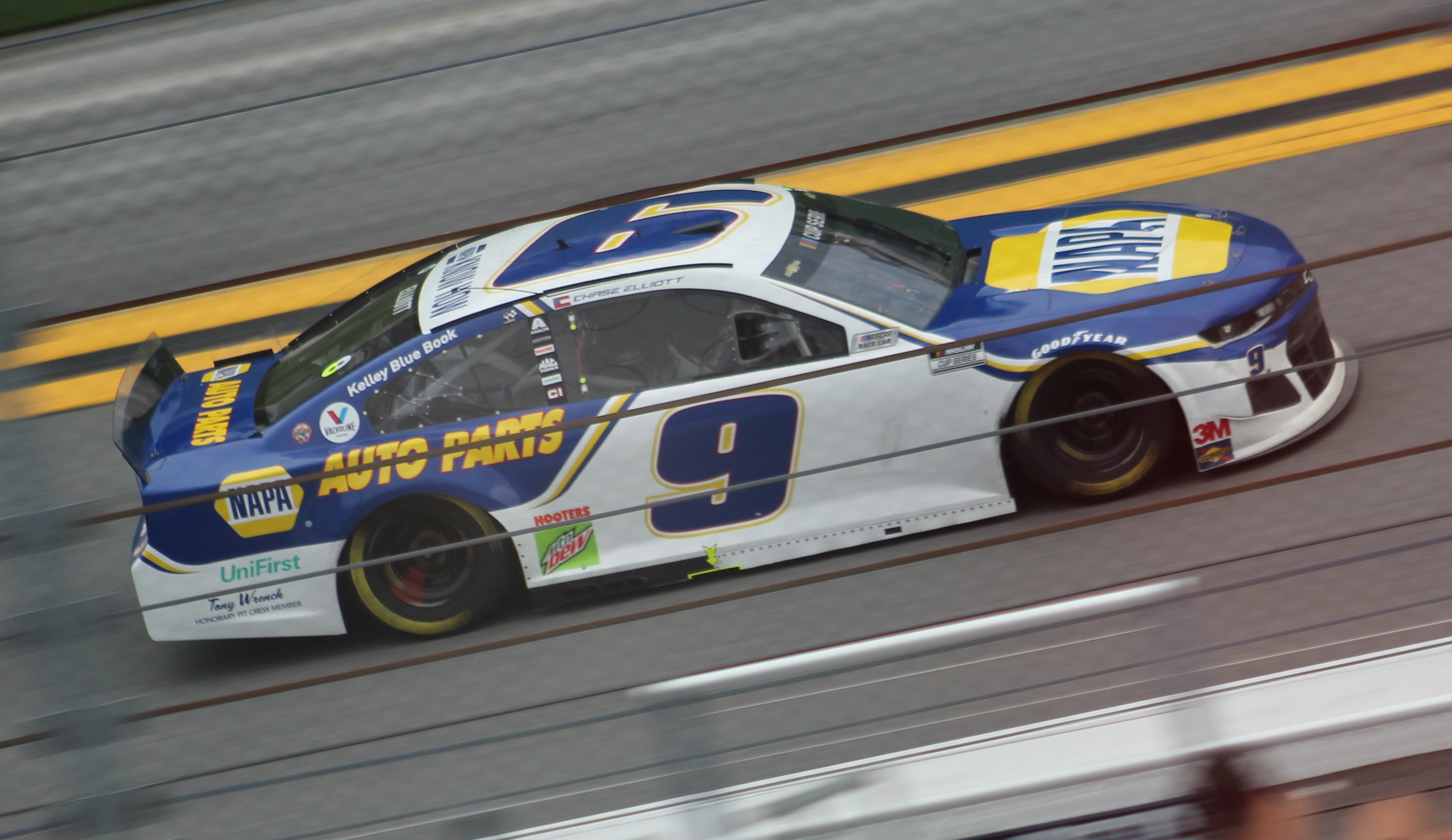
Chase Elliott, campeón de la temporada 2020.

En 2016, Johnson logró cinco triunfos, incluyendo la carrera final en Homestead, que lo consagró campeón por séptima ocasión. Chase Elliott, que reemplazó a Jeff Gordon, llegó a la segunda ronda de la Caza con 10 top 5, resultando 10º. Por otro lado, Kahne finalizó 17º sin victorias. En tanto, Earnhardt logró 5 top 5 antes de sentir síntomas de contusión cerebral, siendo reemplazado en la segunda mitad de la temporada por Gordon y Alex Bowman, que lograron 2 y 3 top 10, respectivamente. En 2020 Jimmie Johnson anunció su retiro, además Chase Elliott se corona campeón de la Copa Nascar en Phoenix con un total de 5 victorias en la temporada y se anuncia la incorporación de Kyle Larson a partir de 2021.

### Era Larson-Elliott (2021-)
Kyle Larson, en su primer año con el equipo, logró ganar el campeonato, acumulando 10 victorias en toda la temporada.

## Accidente aéreo

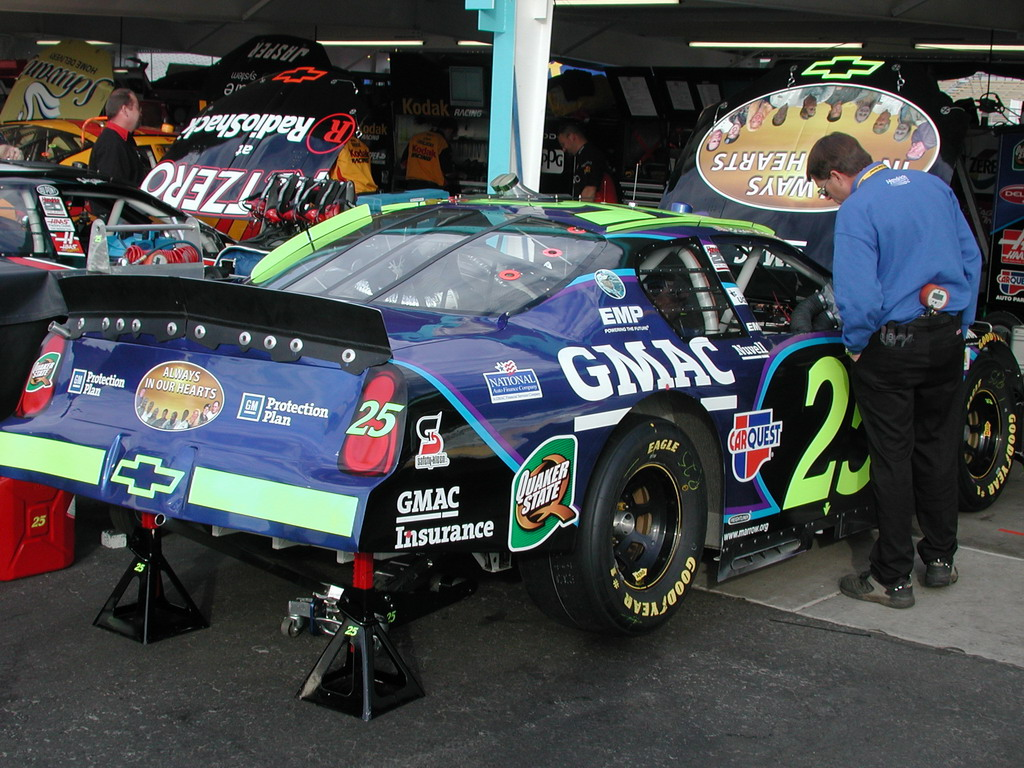
Chevrolet No. 25 de Brian Vickers Ditech/GMAC, que rinde homenaje a las diez personas que murieron en el accidente aéreo en octubre de 2004.

El 24 de octubre de 2004, diez personas asociadas con Hendrick Motorsports perdieron la vida en un accidente aéreo mientras viajaban desde Concord, Carolina del Norte, a un pequeño aeropuerto cerca del Autódromo de Martinsville. El avión se estrelló en medio de una densa niebla en Bull Mountain, a 7 millas (11,3 km) del Aeropuerto Blue Ridge en Stuart, Virginia, después de un intento fallido de aterrizaje.Diez personas a bordo del Beechcraft King Air 200 murieron. Seis eran miembros de la familia Hendrick y/o empleados de Hendrick Motorsports: John Hendrick, hermano del propietario y presidente de Hendrick Motorsports; Jeff Turner, gerente general de Hendrick Motorsports; Rick Hendrick, piloto de Hendrick Motorsports e hijo de su propietario; Kimberly y Jennifer Hendrick, hijas gemelas de John Hendrick; y Randy Dorton, constructor jefe de motores. También murieron los pilotos del avión, Richard Tracy y Elizabeth Morrison, Joe Jackson, director del programa DuPont Motorsports,y Scott Lathram, quien trabajó para Joe Gibbs Racing como piloto de helicóptero.
Los funcionarios de NASCAR se enteraron del accidente durante la carrera de las 500 de Subway de ese día en Martinsville, Virginia; ocultaron la información a los pilotos hasta el final de la carrera, que ganó el piloto de Hendrick, Jimmie Johnson. Durante el resto de la temporada 2004 de la NASCAR Nextel Cup Series, todos los coches de Hendrick Motorsports y el coche Nº 0 de Haas CNC Racing presentaban imágenes de las víctimas del accidente en el capó, acompañadas de la frase "Siempre en nuestros corazones".

## Pilotos de 2024

### Copa NASCAR
- Alex Bowman
- Chase Elliott
- Kyle Larson
- William Byron
- Justin Allgaier